# Syllidia liniata
Syllidia liniata är en ringmaskart som beskrevs av Hartmann-Schröder 1962. Syllidia liniata ingår i släktet Syllidia och familjen Hesionidae. Inga underarter finns listade i Catalogue of Life.